# The Sisters of Mercy
The Sisters of Mercy zijn een Britse muziekgroep, opgericht in de jaren tachtig. Als een van de eerste groepen die met drumcomputers werkten, stonden ze via de postpunkbeweging aan de wieg van newwave- en gothicmuziek. Van het midden van de jaren tachtig waren ze een commercieel success, tot begin jaren negentig, toen ze gestopt zijn met het maken van nieuwe muziek uit protest tegen hun platenmaatschappij, de Warner Music Group. Hoewel ze uiteindelijk hun platencontract konden stopzetten, hebben ze geen nieuwe muziek meer uitgebracht. De band speelt wel regelmatig nieuwe nummers op hun tournees.
De band heeft drie studioalbums uitgebracht: First and Last and Always (1985), Floodland (1987), en Vision Thing (1990).

## Bezetting (vroeger en nu)
Huidige bandleden staan vetgedrukt weergegeven.
- Gary Marx, gitaar, zang op een vroege track (1980-1985)
- Andrew Eldritch, zang, keyboards, gitaar, Doktor Avalanche (1980-)
- Craig Adams, bas (1981-1985)
- Ben Gunn, gitaar (1981-1983)
- Wayne Hussey, gitaar, achtergrondzang (1984-1985)
- Patricia Morrison, bas (1985-1989)
- Andreas Bruhn, gitaar (1989-1993)
- Tony James, bas (1989-1991)
- Tim Bricheno, gitaar (1990-1992)
- Adam Pearson, gitaar, achtergrondzang, bas (1993-2006)
- Chris Sheehan, gitaar, achtergrondzang (1996; 2000-2003)
- Mike Varjak, gitaar (1997-1999)
- Chris May, gitaar, achtergrondzang (2005-2018)
- Ben Christo, gitaar, achtergrondzang (2006-)
- Dylan Smith, gitaar, achtergrondzang, (2019-2023)
- Kai van Esprit D'Air, gitaar, achtergrondzang (2023-)

Let wel: deze lijst bevat niet enkele bandleden die slechts korte tijd van de band deel uitmaakten in 1980-1981, en live bandleden vanaf 1990 (tussen 1990 en 1991 hadden ze een toetsenist; vanaf 1992 - 1993, één toetsenist en één toetsenist/zanger; en vanaf 1996, een operator voor Doktor Avalanche)

## Discografie
De band heeft drie studioalbums uitgebracht:
- First and Last and Always (1985)
- Floodland (1987)
- Vision Thing (1990)

Daarnaast hebben ze ook drie compilatiealbums uitgebracht:
- Some Girls Wander By Mistake (1992)
- A Slight Case Of Overbombing (1993)
- BBC Sessions 1982–1984 (2021)

De groep heeft ook vijftien singles uitgebracht.

## Geschiedenis
The Sisters of Mercy is in 1980 opgericht door Andrew Eldritch en Gary Marx. Met Eldritch als drummer en slechts een gitaar en een oefenversterker van 3 watt nemen ze een single op om zichzelf te horen op de radio. Ze richten hun eigen label op, Merciful Release, om zo zelfstandig hun platen uit te kunnen geven. Zo worden er van de single The Damage Done / Watch / Home Of The Hit-Men 1000 kopieën gemaakt.
Naderhand was de groep zeer ontevreden over het uitgebrachte werk. Eldritch wenste een radicaal andere aanpak en nam de zang voor zijn rekening. Ook werd er een drumcomputer ingeschakeld die ook wel Doktor Avalanche wordt genoemd.
The Sisters of Mercy creëerden hiermee een vernieuwend geluid. Met singles als Alice leert het Engeland kennismaken met de echte sound van The Sisters of Mercy.
In 1984 sloot Wayne Hussey zich aan. Hij concentreerde zich op de akoestische en doubleneckgitaar.
In 1986 verlieten Craig Adams en Hussey de band door onenigheden over materiaal en tournees om de band The Mission op te richten. Na vriendschappelijk afscheid te nemen wilden Adams en Hussey eigenlijk verdergaan onder de naam The Sisters of Mercy, maar Eldritch stak hier een stokje voor. Hierna kozen ze voor de naam The Sisterhood, waar Eldritch ook niet mee akkoord ging. Eldritch bracht daarom haastig het album Gift uit met een door hem gecreëerde eenmansproject The Sisterhood. Op deze manier behield hij ook op deze naam de rechten. Adams en Hussey kozen voor de naam The Mission, naar het projectalbum Left On Mission And Revenge waar de ex-Sisters of Mercy- leden voor hun vertrek aan gewerkt hadden.
In 1987 brengt The Sisters of Mercy Floodland uit. Voor dit album roept Eldritch de hulp in van bassiste Patricia Morrison. Op dit moment bestaat de groep slechts uit Eldritch en Morrison.
Met het album boeken ze een van hun grootste successen. De singles This Corrosion, Lucretia my Reflection en Dominion doen het erg goed in de hitlijsten.
Eind jaren 80 verlaat Morrison de groep.
Eldritch staat een tijd alleen, tot Andreas Bruhn zich in 1991 bij The Sisters voegt. Bruhn en Andrew gaan aan de slag voor een nieuwe plaat. Ook worden Tony James en Tim Bricheno gevraagd de line-up compleet te maken.
Na bijna 5 jaar niet meer op de planken te hebben gestaan spelen The Sisters of Mercy weer live.
Het enthousiasme wordt omgezet in een Europese tour.
In 1992 heeft de band hun grootste succes met de opnieuw uitgebrachte, bewerkte versie van Temple Of Love. Dit nummer, waarin Ofra Haza ook te horen is, wordt hun grootste internationale hit uit hun carrière.
In 1997 wisselt de line-up van de band nogmaals: Chris Sheehan versterkt het gitaristenleger van The Sisters of Mercy. Slechts een jaar na zijn aansluiting verlaat hij de groep en wordt vervangen door Mike Varjak.
Vanaf dit moment brengt de band geen nieuwe muziek meer uit. Wel blijven The Sisters, met hier en daar een rustpauze, toeren door Europa en de Verenigde Staten.
In 2006 startte de band met de jongste bezetting (Chris Catalyst en Ben Christo op gitaren, die nu ongeveer even oud zijn als Eldritch in de begindagen van The Sisters) de Sisters Bite The Silver Bullet tour die, weliswaar met onderbrekingen, de hele wereld over ging.
Opvallend is dat tijdens deze tour klassiekers als Floorshow (Minneapolis, First Avenue, 18 november 2008) en Good Things (Tienen, Suikerrock 26 juli 2008) zijn gespeeld - maar niet bij elke show.
Een nieuw studioalbum is nog altijd niet verschenen, en of dat er ooit komt, wordt zelfs door de bandleden betwist. In een interview op de site Mlive.com van 12 november 2008 vertelde Catalyst: "Er komt binnenkort geen nieuw album. Zolang de platenindustrie niet uit haar schulp kruipt en een beweging voorwaarts maakt, blijven wij gewoon nummers maken en live spelen. Overigens wordt bij onze concerten alles toch opgenomen door fans en uitgewisseld via internet."
De band tourt wel nog, in 2019, 2022, 2023 en 2024 traden The Sisters of Mercy in hun huidige bezetting ook op in België en Nederland, o.a. in de AB en Trix. 

## Biografie beginjaren

### 1980
Gary Marx nodigt Andrew Eldritch uit om een groep op te richten. Er wordt een eerste single opgenomen, waarop Eldritch drumt, bijgestaan door drummachine Doktor Avalanche, en waarop Marx bas en gitaar speelt. De single Damage Done/Watch/Home of the Hitmen wordt uitgebracht op het label Merciful Release, opgericht door Eldritch, en wordt gedrukt op 1000 exemplaren.

### 1981
Er wordt een demo opgenomen dat als bootleg bekend wordt onder de naam The Floorshow E.P.. Hierop staat een primitieve versie van Floorshow, een eerste versie van Lights, de Leonard Cohen-cover Teachers die overloopt in een eerste versie van Adrenochrome. De drumpartijen worden nu volledig overgenomen door Doktor Avalanche, zodat Eldritch zich op de zang kan concentreren. Het allereerste optreden van The Sisters of Mercy vindt plaats op 16 februari 1981 in het Alcuin College op de Universiteit van York. Ondertussen heeft Craig Adams de groep vervoegd op bass. Later dat jaar wordt Ben Gunn tweede gitarist.

### 1982
In april verschijnt de tweede single Body Electric/Adrenochrome. De songs klinken heel energetisch en de gitaren klinken vlijmscherp. In de Engelse pers schrijft men: "Compared to this, Motörhead is Mickey-Mouse material".
Op 7 september wordt de eerste John Peel-session van The Sisters of Mercy uitgezonden. De groep brengt Alice, Floorshow, Good Things en 1969, een cover van The Stooges. In november komt de derde single uit: Alice/Floorshow. Beide songs zijn geproduceerd door John Ashton van de Psychedelic Furs.

### 1983
In maart verschijnt de vierde single, Anaconda/Phantom. Er wordt een tweede sessie opgenomen voor Radio One, dat ditmaal door David Jensen wordt uitgezonden. Ditmaal worden de songs Burn, Heartland, Valentine en de Dolly Parton-cover Jolene gebracht. Daarna verschijnt de eerste 12-inch van de groep. Daarop staan Alice, Floorshow, Phantom en 1969. In mei komt The Reptile House E.P. uit, waarop Kiss the Carpet, Lights, Valentine, Fix en Burn staan. In het najaar komt de single Temple of Love/Heartland uit, op de 12-inch aangevuld met Gimme Shelter van The Rolling Stones. Na een Amerikaanse tour verlaat Gunn de groep.

### 1984
Gunn wordt vervangen door Wayne Hussey, afkomstig van de groep Dead or Alive. The Sisters of Mercy tekenen een contract met platenmaatschappij WEA. In juni verschijnt de nieuwe single Body and Soul/Train, op 12-inch aangevuld met een opnieuw opgenomen versie van Body Electric en een nieuw nummer Afterhours. In juli wordt een nieuwe John Peel-session uitgezonden. Walk Away, de Hot Chocolate-cover Emma, No Time to Cry en Poison Door zijn de songs die gespeeld worden. In het najaar beginnen de opnames voor de eerste LP van de groep. In oktober verschijnt de single Walk Away/Poison Door, op 12-inch aangevuld met On the Wire. De eerste 5000 exemplaren van de single zijn vergezeld van een flexidisc waarop Long Train staat, een meer dan zeven minuten durende versie van Train.

### 1985
In februari komt de single No Time to Cry/Blood Money uit, op 12-inch aangevuld met Bury Me Deep. Na een tour door Engeland verlaat Marx in april de band en richt de groep Ghostdance op. Na de tour komt het eerste album van The Sisters of Mercy uit: First and Last and Always. De groep gaat als trio op tournee op het Europese vasteland, waar de onderlinge relaties slechter worden. In de Royal Albert Hall in Londen geven The Sisters of Mercy op 18 juni hun laatste optreden voor een aantal jaren. In de zomer stappen Hussey en Adams op wegens muzikale meningsverschillen. De twee richten een nieuwe groep op, The Sisterhood genaamd, tot grote ontevredenheid van Eldritch.

### 1986
In januari brengt Eldritch de single Giving Ground uit, eveneens onder de naam The Sisterhood. Ondertussen treden Hussey en Adams op onder dezelfde naam, maar besluiten uiteindelijk om verder te gaan als The Mission. In juni komt het album Gift uit van The Sisterhood. Eldritch krijgt er de medewerking van Lucas Fox, James Ray, Alan Vega en Patricia Morrison.

### 1987
In september verschijnt de tiende single, This Corrosion. Op dat moment bestaan de Sisters of Mercy uit Eldritch en Morrison. Martinez speelt gitaar, en de koorvocalen worden vertolkt door de New York Choral Society. Producer van dienst is Jim Steinman. In de Londense Docklands wordt een video voor de single ingeblikt, geregisseerd door Stuart Orme. Op de B-kant van de single staat Torch, en een opnieuw geproduceerde versie van Colours vervolledigt de 12-inch. In november verschijnt het tweede album van de groep, Floodland genaamd. De productie is in handen van Eldritch en Larry Alexander, bijgestaan door Jim Steinman  op de track Dominion/Mother Russia.